# Grundrisse des Deutschen Rechts
Die Grundrisse des Deutschen Rechts waren eine juristische Lehrbuchreihe in der Zeit des Nationalsozialismus.
Die Grundrisse erschienen zwischen 1935 und 1944 im Verlag Mohr Siebeck in Tübingen und wurden von den beiden Zivilrechtlern Heinrich Stoll und Heinrich Lange herausgegeben. Sie konkurrierten mit den Grundzügen der Rechts- und Wirtschaftswissenschaft, die in der Hanseatischen Verlagsanstalt in Hamburg erschienen, und der Reihe Rechtswissenschaftliche Grundrisse bei Junker und Dünnhaupt in Berlin.
Folgende zehn Bände erschienen:
- Band 1: Heinrich Stoll: Deutsches Bauernrecht, 1935, 2. Auflage 1938 (ergänzt von Fritz Baur), 3. Auflage 1942, 4. Auflage 1943, 5. Auflage 1944.
- Band 2: Heinrich Stoll: Vertrag und Unrecht, 2 Halbbände, 1936, 2. Auflage 1941/42, 3. Auflage 1943, 4. Auflage 1944.
- Band 3: Arthur Nikisch: Arbeitsrecht, 2 Halbbände, 1936, 2. Auflage 1944.
- Band 4: Hans Kreller: Römische Rechtsgeschichte. Eine Einführung in die Volksrechte der Hellenen und Römer und in das römische Kunstrecht, 1936, 2. Auflage 1948.
- Band 5: Hans Erich Feine: Deutsche Verfassungsgeschichte der Neuzeit, 1937, 2. Auflage 1940, 3. Auflage 1943.
- Band 6: Heinrich Lange: Boden, Ware und Geld, 3 Teile, Teil 1: Grundfragen, Teil 2: Boden(recht), Teil 3: Ware und Geld, 1937, 2./3. Auflage 1944.
- Band 7: Hellmut Georg Isele: Familie und Familienerbe, 1938.
- Band 8: Rudolf Reinhardt: Handel und Gewerbe, 1938.
- Band 9: Günter Haupt: Gesellschaftsrecht, 1939, 2. Auflage 1942, 3. Auflage 1944.
- Band 10: Wolfgang Bernhardt: Rechtsstreit, 1939.
- Fritz Baur: Die Bindung an Entscheidungen. Unter besonderer Berücksichtigung des Reichserbhofrechts, 1940.